# 潔心林炳炎中學
潔心林炳炎中學（英語：Kit Sam Lam Bing Yim Secondary School）原名聖母潔心會女子中學，是天主教聖母潔心會（Sisters of the Immaculate Heart of Mary）於1972年創辦的一所文法女子中學，位於香港九龍黃大仙橫頭磡。因為得到「林炳炎基金會」捐助部份建築費用，故更名為「潔心林炳炎中學」 。

## 校政管理
歷任校監
- 1972年至1987年：葉欣榮 神父[1]
- 1987年至2007年：李喜德 修女[1]
- 2008年至2009年：顧兆敏 先生
- 2009年至2010年：李喜德 修女
- 2010年至2013年：何瑞珠教授
- 2013年至今：潘秀琼 修女

歷任校長
- 1972年至1974年：楊小薇 修女[1]
- 1974年至1978年：德樂施 修女（Rose Duchesne Debrecht）[1]
- 1978年至1979年：伍周美蓮 女士[1]
- 1979年至1994年：李杏芳 女士[1]
- 1994年至2011年：李麥麗英 女士[1]
- 2011年至今：劉瑤紅 博士[2]

歷任副校長
- 黎意芳 女士[3]
- 何成耀 先生[4]
- 譚麗芬 女士[5]
- 李綺雯 女士

## 歷史發展
1969年，聖母潔心會在主教徐誠斌的鼓勵及提議下發展香港教區教育事業。林炳炎基金會、李耀波、張啟文等捐出建築費用支持興辦一所女子中學，聖母潔心會將之定名「聖母潔心會女子中學」。為紀念林柄炎基金會慨捐之舉，校方於是冠上林炳炎之名，把學校名稱改為「潔心林炳炎中學」。該校於1971年假善導母堂舉行賣物會籌募建校經費，1972年2月舉行動土禮，由主教華理柱主持儀式。後來校舍興建工程竣工，全校學生於1973年9月遷入現址上課，同年設智、義、勇、潔4社。翌年由時任社會事務司李福逑主持校舍揭幕禮，並由主教李宏基祝聖。
在校務方面，潔心林炳炎中學於1974年成立女童軍北九龍25旅（1977年改為東九龍27旅），1975年2月舉行陸運會，1976年12月成立紅十字青年及福利事務部第73團，1977年舉辦水運會及音樂節。而該校的家長教師會始於1996年。到了1996年至1997年，校方增設牧民室和語言實驗室。2000年12月8日邀請時任天主教輔理主教湯漢主持新翼大樓落成與祝聖禮。往後尚有其他新校園設施啟用，包括2001年12月可供使用的多媒體學習室，2002年至2003年增設的英語角和2003年至2004學年新建的學生會室。
除此之外，文教上，林炳炎中學早於1982年出版首期圖書館通訊，又於同年出版首期校報《毅風》（2001年7月停刊），1997年開始出被首期校友會通訊《心畋》，2002年2月才出版第一期校訊。校政管理方面，該校在1998年至1999學年實行校本管理制度，2001年至2002年度再把它擴展為具不同持份者成員的校董會。

## 班級結構
潔心林炳炎中學採用平衡班級結構。該校於1972年至1973年度共有5班中一年級學生，1976年至1977年度增辦中五年級，中一至中五共有22班。及後於1977年至1978年度開辦中六年級，1993年至1994學年開辦中七預科時，中一至中五各有5班，中六至中七級則各有2班。隨著新高中學制推行及適齡學童人數改變，該校採取平衡班級結構，每級各設4班如下：
| 級別 | 中一 | 中二 | 中三 | 中四 | 中五 | 中六 |
| ---- | ---- | ---- | ---- | ---- | ---- | ---- |
| 班數 | 4    | 4    | 4    | 4    | 4    | 4    |

## 校園設施
林炳炎中學設有一個大花圃、一個雨天操場、一個大禮堂、一個籃球場、一個小聖堂、一個救傷室、及一個小食部。校園內有27間課室，全部安裝了電腦及投映機。此外，還附設特別室17間，包括：圖書館、電腦室、多媒體學習室、綜合科學室、生物室、物理室、化學室、地理室、美術室、音樂室、縫紉室、家政室、學生活動中心、學習室、輔導室、牧民室和學生會室。